# Zague (football, 1934)
Pour les articles homonymes, voir Zague, José Alves et Alves (homonymie).
José Alves dos Santos, mieux connu sous le surnom de Zague, né le 10 août 1934 à Salvador (Bahia) au Brésil et mort le 19 janvier 2021, est un joueur de football brésilien.
Il est le père de Luis Roberto Alves, également footballeur, mais international mexicain car étant né au Mexique lorsque son père y évoluait.

## Biographie
Il a commencé sa carrière dans un des grands clubs brésiliens, à savoir le Santos Futebol Clube, avant de jouer la deuxième partie de sa carrière au Mexique au Club América.
Zague fut un des quelques joueurs connus à l'époque acquis par le riche propriétaire du Club América, Emilio Azcárraga Milmo. Azcárraga, également propriétaire de la Televisa, s'offre donc les services de Zague ainsi que de Francisco Moacyr, un autre brésilien, lors de la saison 1961-1962.
Alves inscrit en tout 102 buts pour le Club América, dont 86 sont inscrits avec les Aguilas en championnat du Mexique. Il finit également meilleur buteur du championnat mexicain lors de la saison 1965-66, avec 20 buts.